# 王明星 (手球运动员)
王明星（1961年9月5日—），中国女子手球运动员。她在1984年洛杉矶夏季奥林匹克运动会中，参加了女子手球比赛并获得铜牌。比赛期间，她一共贡献20粒进球。